# 黑圓罩魚
黑圓罩鱼（学名：Cyclothone atraria）為輻鰭魚綱巨口魚目鑽光魚科的其中一種，分布於全球三大洋海域，屬深海魚類，棲息深度862-1195公尺，體深黑色或褐色，背鰭軟條12-15; 臀鰭軟條17-20枚;脊椎骨31-33個。

## 外部連結
黑圓罩鱼的圖片

## 扩展阅读
維基物種上的相關：黑圓罩鱼